# Àhmad ibn Sulayman al-Múqtadir
Abu-Jàfar Àhmad ibn Sulayman ibn Hud al-Múqtadir (àrab: أبو جعفر أحمد بن سليمان بن هود المقتدر, Abū Jaʿfar Aḥmad ibn Sulaymān ibn Hūd al-Muqtadir) fou emir de Saraqusta de la dinastia dels Banū Hūd.
Va succeir al seu pare Sulayman ibn Muhàmmad al-Mustaín el 1046 i va fer bastir a Saraqusta el Palau de l'Aljaferia. Els seus germans van rebre també territoris però Ahmed I no va trigar a ocupar Tudela i Qalat al-Ayyub i els va incorporar als seus dominis.
En 1058 Ermengol III va signar amb Ramon Berenguer I de Barcelona un acord per atacar l'emirat de Saraqusta, en virtut del qual va conquerir Pilzà i Estanya amb Arnau Mir de Tost, i des d'aquell any va pagar pàries al Comtat de Barcelona,
El 1061 va conquerir l'Turtuixa. El 1062 va començar a pagar paries a Sanç II de Castella, i amb les tropes castellanes va evitar la presa de Graus pels Regne d'Aragó el 1063 amb el suport de Sanç II de Castella, tot i que el 1064 els normands van entrar a Barbastre.
A la mort de Ferran I de Lleó el 1065 i la inestabilitat creada pel repartiment del seu regne entre els seus fills, al-Muktadir va deixar de pagar paries als castellans, i va poder reconquerir Barbastre el 1066, i aquesta seva victòria va adoptar el títol d’al-Muqtadir («el fort per Déu»), i el 1068 va començar a pagar pàries a Sanç I d'Aragó i Pamplona.
Les guerres amb el seu germà Yússuf ibn Sulayman al-Mudhàffar de l'Emirat de Làrida van ser constants i van durar quasi fins al final del regnat. Yusuf va quedar rodejat després de la conquesta de Tortosa. El 1075 Ahmed va conquerir l'Emirat de Dàniyya d'on va expulsar l'emir amirita Alí ibn Mujàhid Iqbal-ad-Dawla. Finalment el 1079 va ocupar l'Emirat de Làrida.
Acompanyat de la seva tropa, Rodrigo Díaz de Vivar va oferir els seus serveis a Ramon Berenguer II i Berenguer Ramon II la primavera de 1081, però en ser rebutjat, va decidir ajudar al-Muqtadir.
Va morir el 1081 i el va succeir a Saraqusta el seu fill Abu Amir Yússuf ibn Àhmad al-Mútaman mentre Al-Múndhir Imad-ad-Dawla governaria Larida, Turtusha i Daniyya.